# Rostkopfwaran
Der Rostkopfwaran (Varanus semiremex) ist eine im nordöstlichen Australien heimische, kleinwüchsige Art der Warane (Varanus), welche zusammen mit anderen kleinen australischen Waranen in die Untergattung Odatria gestellt wird. Er ist bisher wenig erforscht.

## Merkmale
Der Rostkopfwaran ist ein kleiner Waran, der maximal eine Gesamtlänge von etwa 60 cm bei einer Kopf-Rumpf-Länge von 25 bis 27 cm erreicht. Die Schwanzlänge beträgt das 1,6fache der Kopf-Rumpf-Länge. Der Schwanz ist am Ansatz im Querschnitt rund, im letzten zwei Drittel ist er jedoch als Ruderschwanz seitlich abgeflacht.
Rostkopfwarane sind vor allem grau-braun, und mit zahlreichen schwärzlichen Flecken und Punkte gezeichnet, die als feines Netzmuster auf der Körperoberseite angeordnet sind. Der Bauch ist weiß bis cremefarben und unregelmäßig braun gebändert. Die nördlichen Populationen auf der Kap-York-Halbinsel sind dunkler gefärbt als südliche Tiere und besitzen braune bis weiße Augenflecken auf Hals und Körper.

## Verbreitung und Lebensraum
Das Verbreitungsgebiet des Rostkopfwarans reicht von der gesamten Cape York-Halbinsel entlang der Ostküste von Queensland bis nach Brisbane. Die Art dringt an Süßwasserflüssen, Creeks, Seen und Sümpfen 50–100 km ins Inland vor, bevorzugt jedoch die Mangroven an der Küste. Ebenso bewohnen sie die Wälder, die an Feuchtgebiete angrenzen.

## Lebensweise
Der Rostkopfwaran ist wie alle Warane tagaktiv. Er ist ein semiaquatischer (teils wasserlebender) Baumbewohner, und ein geschickter Schwimmer. Sie sind recht scheu und verstecken sich vor Bedrohung und nachts in Baumhöhlen von Ästen, die über dem Wasser der Mangroven hängen. Die Nahrung des Rostkopfwarans besteht aus Insekten, Geckos, Fröschen, Krustentieren wie etwa Krabben und Fischen. Gelegentlich ergänzen kleine Säuger das Nahrungsspektrum. Die Nahrung wird in den Bäumen, am Boden, auf den während der Ebbe freigelegten Flächen und im Wasser gesucht. Nasale Salzdrüsen ermöglichen dem Rostkopfwaran den Verzehr mariner, salzhaltiger Tiere wie Krabben und machen salziges Wasser genießbar.
Die Geschlechtsreife erreicht der Rostkopfwaran bei einer Kopf-Rumpf-Länge von etwa 15 cm. Die Männchen liefern sich warantypische Kommentkämpfe um Weibchen; nach der Paarung in der späten Regenzeit (Februar–April) legt das Weibchen 2–14 Eier.

## Systematik
Die Erstbeschreibung erfolgte 1869 durch den deutschen Zoologen Wilhelm Peters, der Holotypus vom Cape York befindet sich unter der Exemplarnummer ZMB 5776 im Museum für Naturkunde (Berlin). Innerhalb von Varanus wird der Rostkopfwaran den australischen Zwergwaranen der Untergattung Odatria zugeordnet.

## Gefährdung
Der Rostkopfwaran gilt als gefährdet. Bedrohungen sind unter anderem Habitatzerstörung, Habitatfragmentierung durch weiteren Ausbau von Industrie, Städten und Infrastruktur sowie illegale, nicht kontrollierte Jagd für den Heimtierhandel. Das Queensland Government rät außerdem, im Umkreis von 100 m von Bäumen mit Baumhöhlen Schutzzonen einzurichten, da diese Bäume wichtige Verstecke für die Warane sind. Daneben sind die Warane durch verwilderte Schweine und die in Australien neozoischen, hochgiftigen Agakröten (Bufo marinus) bedroht. Warane sterben an den Hautgiften, wenn sie die Kröte zum Verzehr ins Maul nehmen; da die Kröte eingeführt ist, haben die Warane keine Vorsicht vor ihnen.